# Mesochorus argutus
Mesochorus argutus là một loài tò vò trong họ Ichneumonidae.